# Église Saint-Christophe de Fontenay-sous-Fouronnes
L'église de Fontenay-sous-Fouronnes est une église située à Fontenay-sous-Fouronnes, dans le département de l'Yonne, en France.

## Historique
Les peintures murales de l'église sont classées au titre des monuments historiques en 1977 ; le reste de l'église est inscrit cette même année.